# José Carlos Garcia Leal
José Carlos Garcia Leal, conhecido somente como Zé Carlos (Monte Azul, 15 de julho de 1980), é um ex-futebolista brasileiro que atuava como lateral-esquerdo e meia.
Zé Carlos, que atuou na maior parte da carreira como lateral-esquerdo, mas jogou ainda nas posições de meia e até atacante.

## Carreira
Revelado pelo Goiás, Zé Carlos começou como lateral-esquerdo. Em 2003, trocou Goiás por São Paulo, indo jogar no São Caetano. Após uma rápida passagem pelo Corinthians, Zé foi parar no futebol japonês.
Por indicação do amigo Túlio, ex-companheiro de Goiás, o Botafogo o contratou para a temporada de 2008. No alvinegro carioca, Zé Carlos começou sua passagem na meia e como titular. Era destaque pelos belos gols de falta e de chutes de longa distância. No entanto, após perder o pênalti que desclassificou o time nas semifinais da Copa do Brasil, começou a ser mau visto pela torcida. Com a chegada de Carlos Alberto, Zé Carlos passou a ser opção na lateral-esquerda, contudo, não mais voltou a ter a titularidade anterior.
No início de 2009, foi anunciado como novo reforço do Goiás, retornando ao clube que o revelou.
Para a temporada 2013, acertou com o Sobradinho para a disputa do Campeonato Brasiliense e a Copa do Brasil.

## Títulos
Goiás
- Campeonato Goiano: 1999, 2000, 2002 e 2009
- Campeonato Brasileiro Série B: 1999
- Copa Centro-Oeste: 2001, 2002

São Caetano
- Campeonato Paulista: 2004

Botafogo
- Copa Peregrino: 2008
- Taça Rio: 2008